# 2005年10月逝世人物列表
2005年逝世人物列表：1月 - 2月 - 3月 - 4月 - 5月 - 6月 - 7月 - 8月 - 9月 - 10月 - 11月 - 12月
下面是2005年10月逝世的知名人士列表：
10月31日
- 许林邨，92岁，中国书画家。北京娱乐信报

10月30日
- 艾爾·洛佩斯（Al Lopez），97岁，美國職棒运动员。Yahoo!奇摩

10月29日
- 臧玉琰，82岁，中国男高音歌唱家。TOM
- 孟列夫，79岁，苏联/俄罗斯汉学家。俄罗斯科学院（页面存档备份，存于）

10月28日
- 苗培时，87岁，中国文学家。北京晚报
- 理查德·斯莫利，62岁，诺贝尔化学奖得主。国际在线[永久]

10月27日
- 哈扎布，83岁，中国歌唱家，蒙古族长调歌王。新华网

10月26日
- 安志敏，81岁，中国考古学家。中华人民共和国国家文物局 （页面存档备份，存于）
- 荣毅仁，89岁，中國原国家副主席，被誉为红色资本家。新华网（页面存档备份，存于）

10月24日
- 罗莎·李·帕克斯，92岁，被誉为“美国民权运动之母”。搜狐（页面存档备份，存于）
- 徐中約，82歲，歷史學家。ucsb.edu

10月22日
- 延亨默，73岁，朝鲜国防副委员长。BBC中文网

10月20日
- 雪莉·荷恩（Shirley Horn），71岁，美国著名女爵士音乐人。北京娱乐信报
- 黃宜君，30岁，台灣作家。中時電子報

10月18日
- 亚历山大·尼古拉耶维奇·雅科夫列夫，81岁，苏联改革设计师BBC中文网

10月17日
- 巴金，101歲，中國作家，于上海逝世。新浪網（页面存档备份，存于）
- 吕德彬，52岁，河南省原副省长，因杀害妻子被处以死刑。

10月14日
- 孫觀漢，92歲，台灣原子科學之父，于台北。中時電子報[永久]
- 吳守禮，97歲，台灣語言學家，于台北。中央社（页面存档备份，存于）

10月5日
- 晏繼勤，13歲，清華大學物理系教授晏思賢之女，在乘坐公交車中因車票問題與女售票員發生爭執時意外身亡。